# Vouvray (AOC)

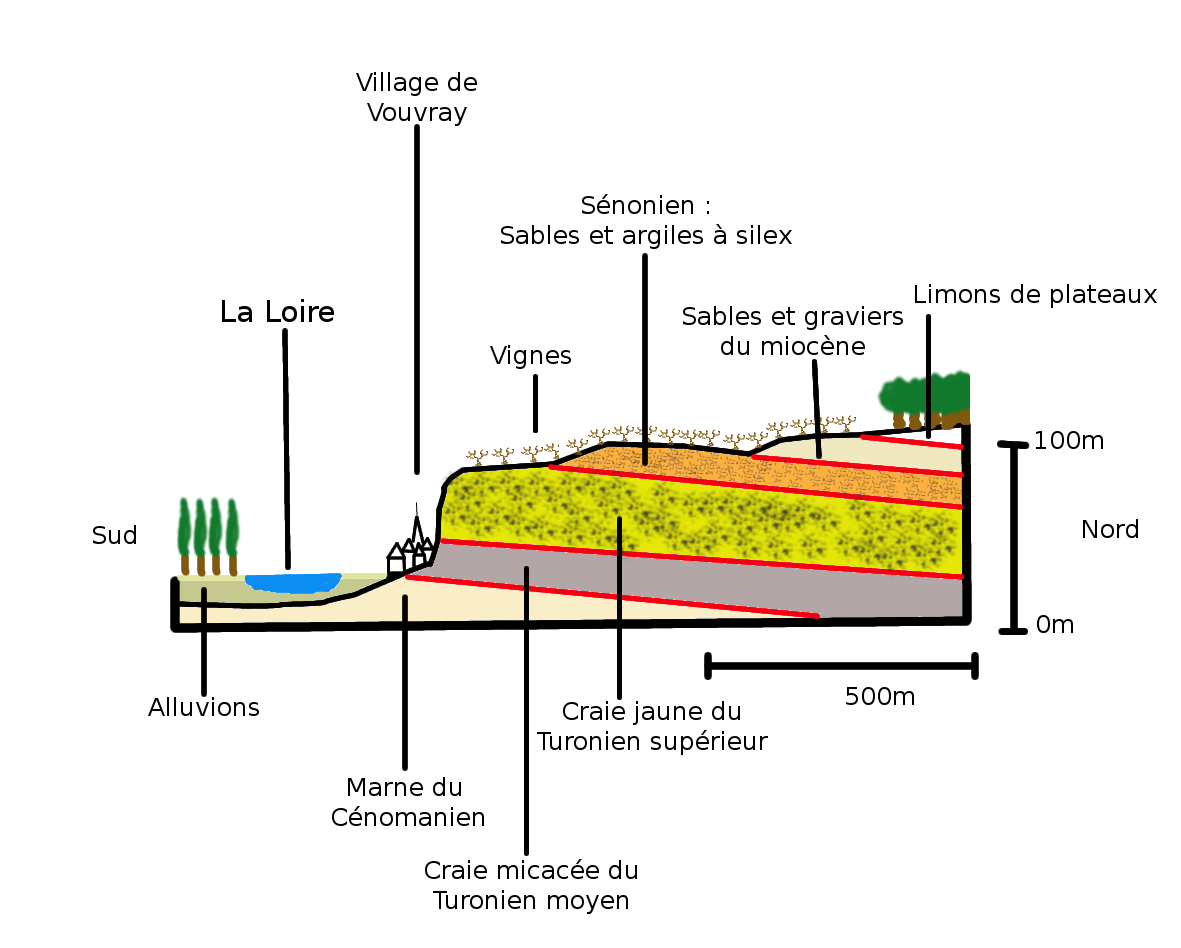
Warstwy geologiczne stoków okolic Vouvray

Vouvray AOC - nazwa francuskiego, białego wina wytwarzanego w okolicy miejscowości Vouvray w dolinie Loary, na wschód od miasta Tours (departament Indre i Loara). Wina objęte utworzoną w 1936 r. apelacją produkowane są tam niemal wyłącznie ze szczepu chenin blanc, choć dozwolony jest także szczep arbois. Produkcja wina jest w tym rejonie w dużym stopniu uzależniona od klimatu. Zimniejsze lata sprzyjają produkcji win wytrawnych i musujących, cieplejsze zaś - win słodkich i likierów. Dzięki naturalnej kwasowości chenin blanc wina vouvray mają naturalne predyspozycje do długiego leżakowania (odnotowano nawet okresy stuletnie).
Apelacja Vouvray obejmuje 2000 hektarów winnic i obejmuje teren gminy Vouvray i sąsiednich gmin Chançay, Noizay, Reugny, Rochecorbon, Sainte-Radegonde-en-Touraine (przyłączonej do Tours w 1964) oraz Vernou-sur-Brenne i części Parçay-Meslay. Gleby są dwojakiego rodzaju: gliniasto-wapienne oraz gliniasto-krzemienne z podglebiem kredowym. Najbardziej znane wina z tego rejonu pochodzą z Château Moncontour, winnicy, którą zamierzał kupić Honoré de Balzac.